# 葉月しおり
葉月 しおり（はづき しおり、1988年11月20日 - ）は、日本のAV女優。身長：161cm 、スリーサイズ：B86・W58・H85 、Cカップ。

## 略歴
東京都出身。内外タイムスでグラビアアイドルを目指す、競馬予想企画で負けた後、2009年10月「New Comer」でマックス・エーよりAVデビューした。

## 人物
- 趣味：食べ歩き
- 特技：バスケットボール

### アダルトビデオ
2009年
- New Comer （10月9日 マックス・エー）
- 葉月しおりの大穴ズッポリ責任セックス （11月13日 マックス・エー）
- OL STYLE 制服のままイカせて （12月11日 マックス・エー）

2010年
- 女教師狩り in 葉月しおり （1月8日 マックス・エー）
- 働くオンナ斬り ①（2月2日 プレステージ）共演:なのかひより、鈴音りおな
- 時間を売った女 File.02 しおり（2月10日 プレステージ）
- エロ一発妻 ～AVに応募してきた主婦たち38～ 谷口恭子(仮名)（2月10日 プレステージ） 谷口恭子名義
- 超ヤリ珍・ヤリマンサークル日誌 SP（2月10日 プレステージ）共演:桜りお ほか計8名
- 巨大陰唇の女（2月18日 ROCKET） 長井ビラ子名義
- HOT TOGETHER!! vol.13（2月19日 プレステージ）共演:森山みき、一色ほなみ
- SPIRAL-スパイラル 4（3月2日 MAD）
- 禁断の扉 3（3月4日 アウダースジャパン）共演:涼宮ラム、星乃せあら、平塚ゆい
- DOKIレズ 43（3月4日 アウダースジャパン）共演:涼宮ラム、星乃せあら、平塚ゆい
- 看護師シリーズ大ヒット御礼！総額1000万円DANDY1年分プレゼント!!大還元祭!!!看護師リクエストVer.（3月18日 DANDY）共演:坂井優羽 ほか計8名
- 社長秘書しおりのHなお仕事（3月25日 隼エージェンシー）
- 地元で有名な女子校生に中出し①（4月9日 Up'S）
- 美しい女の卑猥な肉体（4月19日 実録出版）
- ソルトシャワー 熟若女のおしっこみせて! Vol.6（妄想族）
- 働くオンナ、そのまんまお貸しします。 ②（4月21日 ラストラス）
- 放課後ソープランド（アキノリ）
- STOP！援助交際 ￥2（LEO）共演:愛音まひろ、さくら
- 愛しの訪問介護サービス 3（5月6日 グローリークエスト）共演:稲森しほ
- 女教師in… 脅迫スイートルーム Teacher Shiori(22)（5月15日 ドリームチケット）
- 団地妻生中出し 16（5月21日 TMA）共演:藤崎クロエ、月島うさぎ、真白希実
- JK援交 VOL.18ガチ中出し（5月25日 サムシング）
- 帰宅部少女 帰宅部 しおり（5月26日 ラマ）
- 嫁の居ぬ間に○○しちゃった俺 3（5月27日 アキノリ）共演:桃居りん、神山るい、大沢のぞみ
- タイトスカート尻コキ（6月1日 妄想族）
- 都立K学院女子高等部 2年C組 女子高生のちんちん観察日誌（6月10日 SODクリエイト）他出演:瀬名あゆむ、平井結、加藤はる希、姫乃杏樹、矢沢るい、並木るかほか 計10名
- ドッキリ面接!!あなた今、オカズにされてますよ!!（7月1日 竜宮城／妄想族）他出演:平山みな、桜庭彩、秋月玲奈、花純
- ナース-1グランプリ2010 こんなナースが欲しかった!アナタが決める1億2000万人の『僕だけの白衣の天使☆』選手権（ディープス）共演:和葉みれい、森ななこ
- 仕事中突然Hビデオを撮られる居酒屋バイト娘（7月10日 ホットエンターテイメント）共演:上村香澄、桜りお
- イヤらしいベロとツバと濃厚接吻（7月23日 OFFICE K'S）共演:秋月玲奈、花純、平山みな、桜庭彩
- こっそりオナニーする娘達（7月23日 OFFICE K'S）共演：秋月玲奈、花純、平山みな、桜庭彩
- 臭いマンコに興奮する健太郎（7月23日 OFFICE K'S）共演：秋月玲奈、花純、平山みな、桜庭彩
- MOODYZファン感謝祭　バコバコバスツアー2010 おかげさまで!! 10周年!大感謝スペシャル!!（9月13日、MOODYZ）共演:大橋未久、乃亜、園田ユリア、晶エリー（大沢佑香、新井エリー）、鈴木杏里、鷹宮りょう、堀口奈津美、つぼみ、藤崎クロエ、大沢美加、橘なお、星崎アンリ、鈴音りおな、早乙女ルイ、並木るか
- こちらストレス解消部!! M男いぢめ部!（11月22日、へりぽビデオ）